# نیکلزدورف
نیکلزدورف (به آلمانی: Nickelsdorf) یک Landgemeinde و شهرستان اتریش در اتریش است که در Neusiedl am See District واقع شده‌است.

## خصوصیات
نیکلزدورف ۱٬۵۵۰ نفر جمعیت دارد.